# Аджинджал, Беслан Алексеевич
Бесла́н Алексе́евич Аджинджа́л (22 июня 1974, Сухуми, Абхазская АССР, Грузинская ССР, СССР) — советский и российский футболист, выступавший на позиции полузащитника. 

## Карьера
Профессиональную карьеру начал в 1991 году в «Динамо» из Гагры, в том же году перешёл в сухумское «Динамо», в составе которого сыграл 17 матчей. В 1992 году перешёл в майкопскую «Дружбу», в составе которой провёл 62 матча, забил 6 мячей и с которой дошёл до 1/2 финала Кубка России. С 1994 года 5 лет выступал за «Балтику», за которую сыграл 195 матчей и забил 16 мячей.
В 2000 году перешёл в «Торпедо-ЗИЛ», за которое сыграл 49 матчей, забил 4 мяча и помог клубу выйти в Высший дивизион, после чего в 2001 году оказался в московском «Торпедо», за которое сыграл 41 матч и забил 5 мячей. В 2003 году перешёл в саратовский «Сокол», за который сыграл 55 матчей и забил 19 мячей.
С 2005 по 2007 год выступал за «Луч-Энергию», проведя за это время 96 матчей, забив 9 мячей и завоевав вместе с командой малые золотые медали в Первом дивизионе, дававшие право выступать в Премьер-лиге. В январе 2008 года оказался в «Томи», в июле того же года перешёл в «Кубань», в составе которой дебютировал 26 июля в матче против «Спортакадемклуба». 13 декабря 2008 года было объявлено, что ввиду завершения срока действия контракта Беслан покинул «Кубань». 2 февраля 2009 года заключил однолетний контракт с «Шинником». В 2010 году вместе с московским «Торпедо», где был капитаном, вышел в Первый дивизион. В 2011 году вернулся в «Луч-Энергию». В феврале 2013 года расторг контракт с клубом, причиной тому стала застарелая травма колена.
В Премьер-лиге провёл 205 игр, забил 19 мячей.

## Тренерская карьера
В 2018 году — главный тренер сборной Абхазии на ConIFA World Football Cup (неофиц. — «Чемпионате мира по футболу среди команд непризнанных государств мира») — международном футбольном турнире, который проводится Конфедерацией независимых футбольных ассоциаций для команд, являющихся её членами.
Перед весенней частью сезона 2022/23 был назначен главным тренером майкопской «Дружбы».
В июне 2025 года вошёл в тренерский штаб Магомеда Адиева в самарских «Крыльях Советов».

## Достижения
- Победитель Первого дивизиона (2): 1995, 2005
- Серебряный призёр Первого дивизиона (2): 2000, 2008
- Бронзовый призёр Первого дивизиона (2): 1994, 2004
- Победитель зоны «Центр» Второго дивизиона: 2010

## Личная жизнь
Брат-близнец Руслана Аджинджала. Женат. Есть дочь и сын.